# Еднокукево
Еднокукево (на македонска литературна норма: Еднокуќево) е село в община Босилово на Северна Македония.

## География
Селото е разположено в Струмишкото поле, източно от град Струмица.

## История
През XIX век селото е чисто турско. В „Етнография на вилаетите Адрианопол, Монастир и Салоника“, издадена в Константинопол в 1878 година и отразяваща статистиката на населението от 1873 година, Еднокукиево (Ednokukiévo) е посочено като село с 50 домакинства, като жителите му погрешно са определени като българи. Според статистиката на Васил Кънчов („Македония. Етнография и статистика“) от 1900 г. Еднокуево е населявано от 650 жители, всички турци.
Името на Еднокукево е еднакво с това на съседното Моноспитово, което също означава Еднокъщево, но на гръцки.
Според преброяването от 2002 година селото има 678 жители.
| Националност | Всичко |
| македонци    | 557    |
| албанци      | 0      |
| турци        | 107    |
| роми         | 0      |
| власи        | 0      |
| сърби        | 0      |
| бошняци      | 0      |
| други        | 14     |